# Thomas Wunder

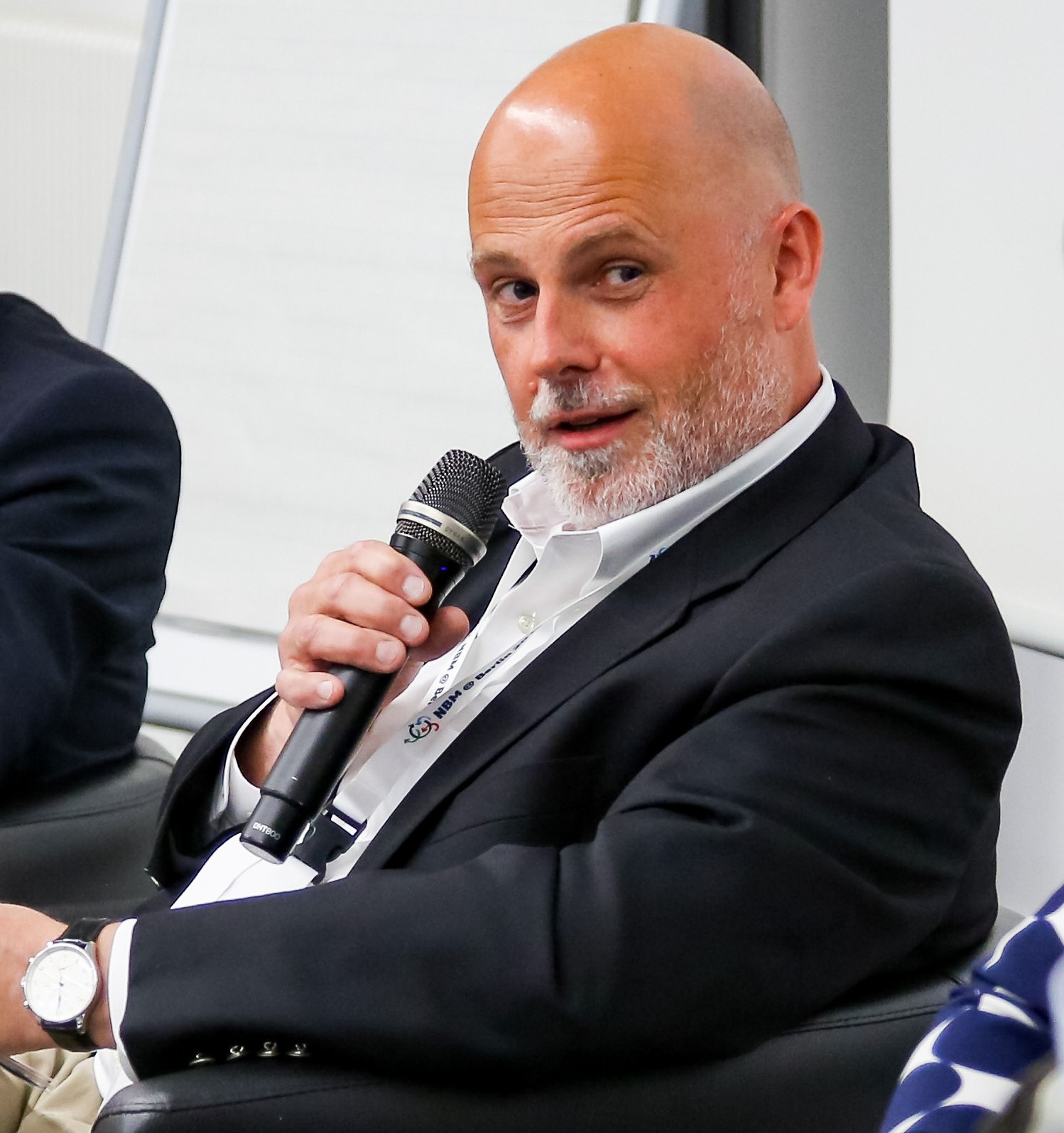
NBM-Konferenz 2019. Foto: ESCP Business School.

Thomas Wunder (* 8. März 1969 in Nürnberg) ist ein deutscher Wirtschaftswissenschaftler und Berater. Er forscht und publiziert vor allem zur Verknüpfung von Strategie und Nachhaltigkeit sowie den zugehörigen Transformationsprozessen in Unternehmen. Seit 2010 ist er Professor für Unternehmensführung an der Hochschule Neu-Ulm. Zudem entwickelt und leitet er Nachhaltigkeitsprogramme für Führungskräfte an der EBS Executive School der EBS Universität für Wirtschaft und Recht. Er ist Gründer der Unternehmensberatung Sustainup GmbH. Zuvor war er Geschäftsführer und Unternehmensberater.

## Leben
Thomas Wunder studierte Wirtschaftsingenieurwesen mit Schwerpunkt Maschinenbau an der Universität Kaiserslautern und der University of Birmingham (England). Von 1999 bis 2010 war er bei der Unternehmensberatung Horváth & Partners als Berater tätig, seit 2004 als Geschäftsführer der Péter Horváth & Partners Inc. in Boston und in Atlanta. 2004 wurde er an der EBS Universität für Wirtschaft und Recht am Lehrstuhl für Strategisches Management zum Dr. rer. pol. promoviert. Seit 2010 ist er Professor für Betriebswirtschaftslehre mit Schwerpunkt Unternehmensführung an der Hochschule Neu-Ulm. Thomas Wunder ist als strategischer Managementberater, Executive Coach, Strategieforscher, Buchautor, Konferenzsprecher und Dozent an internationalen Universitäten tätig.

## Forschung und akademisches Wirken
Zu den Forschungsschwerpunkten von Thomas Wunder gehören Strategisches Management und im Besonderen die effektive Umsetzung von Strategien. Er gilt als internationaler Experte zur Verknüpfung von Strategie und Nachhaltigkeit. Wunder war Dozent für strategische Nachhaltigkeit an internationalen Hochschulen, unter anderem in Deutschland (EBS Executive School der EBS Universität für Wirtschaft und Recht), den USA (Shidler College of Business der University of Hawaiʻi at Mānoa), der Schweiz (Universität Basel) und Frankreich (EDHEC Business School).
Thomas Wunder ist Autor von über 50 Veröffentlichungen, Mitherausgeber des International Journal of Corporate Social Responsibility, Gutachter von Konferenzvorschlägen für die "Strategic Management Society" und die "Academy of Management" sowie Gutachter von Buchmanuskripten und Forschungsartikeln für verschiedene wissenschaftliche Zeitschriften, darunter Business Strategy and the Environment, Journal of Sustainability Research und International Journal of Corporate Social Responsibility.

## Publikationen
Monographien:
- Transnationale Strategien. Anwendungsorientierte Realisierung mit Balanced Scorecards, DUV/GWV Fachverlage GmbH, Wiesbaden 2004, ISBN 978-3-8244-0775-0 (= Dissertation).
- Essentials of Strategic Management. Effective Formulation and Execution of Strategy, Schäffer-Poeschel, Stuttgart 2016, ISBN 978-3-7910-3285-6.
- Essentials of Strategic Management. Effective Formulation and Execution of Strategy in the Era of Sustainability, 2nd, updated and expanded edition, Schäffer-Poeschel, Stuttgart 2023, ISBN 978-3-7910-5768-2.
- Toolbox Strategie und Nachhaltigkeit. Wirksame Methoden für neue Geschäftsmodelle und die Transformation, Schäffer-Poeschel, Stuttgart 2024, ISBN 978-3-7910-6183-2.

Herausgeberbände:
- (Hrsg.): CSR und Strategisches Management. Wie man mit Nachhaltigkeit langfristig im Wettbewerb gewinnt, Springer Gabler, Berlin/Heidelberg 2017, ISBN 978-3-662-49456-1.
- (Hrsg.): Rethinking Strategic Management. Sustainable Strategizing for Positive Impact, Springer Nature, Cham 2019, ISBN 978-3-030-06012-1.